# Bồ công anh (phim truyền hình 2003)
Bồ công anh (tiếng Trung: 蒲公英; bính âm: Pu gong ying) là một bộ phim Trung Quốc được hãng phim truyền hình thị Thượng Hải liên doanh với CCTV sản xuất năm 2003. Bộ phim là phim truyền hình đầu tay của nam diễn viên Hồ Ca.

## Các diễn viên chính
- Hồ Ca vai Trình Hạo
- Quan Dĩnh vai Hạ Tuyết
- Tôn Lợi vai Hạ Băng
- Viên Hoằng vai Uông Bác Thâm
- Đỗ Chí Quốc vai Uông Đông
- Đàm Diệu Văn vai Hạ Trọng Văn
  - Đào Trạch Như vai Hạ Trọng Văn lúc già
- Hồng Ất Tâm vai Điền Thanh Thanh
- Vương Ninh vai Mạn Ngọc
- Phan Nghi Quân vai Chương Hướng Thanh